# Toldrådet
Toldrådet var en dansk myndighed, der eksisterede 1908-1957.
Toldrådet blev oprettet ved lov 88 af 5. maj 1908 om toldafgifter m.m. Rådet fik 24 medlemmer, hvoraf halvdelen valgtes af Rigsdagen og halvdelen af finansministeren. Af de sidste skulle en del have branchetilknytning. Generaldirektøren for Skattevæsenet var formand for rådet. Rådets opgave var at drøfte spørgsmål vedr. toldlovgivning og toldadministration. Disse emner kunne enten forelægges rådet af administrationen eller fremkomme på medlemmernes initiativ.
Toldrådet blev ophævet ved lov 108 af 6. april 1957 og afløstes af Toldankenævnet.